# Всесвітнє сховище насіння
78°14′09″ пн. ш. 15°29′29″ сх. д. / 78.235866666667° пн. ш. 15.491372222222° сх. д.
Усесві́тнє зерносхо́вище (англ. Svalbard Global Seed Vault) — споруда в горах острова Шпіцберген, неподалік від норвезького міста Лонг'їр (норв. Longyearbyen), призначена для збереження генофонду сучасних зернових на випадок локальних або навіть глобальних катастроф.

## Історія
Ідея створення всесвітнього зерносховища належить захиснику природи Кері Фаулеру. Норвезький уряд профінансував будівництво в розмірі 45 мільйонів крон (8,8 млн доларів США в 2008 році).
Прем’єр-міністри Норвегії, Швеції, Фінляндії, Данії та Ісландії урочисто заклали перший камінь «майбутнього сховища» 19 червня 2006 року. Офіційне відкриття сховища відбулося 26 лютого 2008 р.

## Призначення
Основна мета проєкту — збереження генофонду сучасних зернових на випадок локальних або навіть глобальних катастроф, що дасть можливість завжди відновити ті види зернових рослин, які повністю зникнуть із біосфери Землі. За останні роки деякі національні генофонди зернових у країнах Африки й Південно-Східної Азії були частково, чи повністю, зруйновані через військові конфлікти, чи в результаті громадянської війни. Подібне сховище не єдине у світі. У більшості країн є подібні локальні чи регіональні сховища, загалом на 2018 рік існувало близько 1400 подібних колекцій. Зокрема, в Україні діє Національний центр генетичних ресурсів рослин, який містить близько 75 тис. генотипів. Однак, багато колекцій перебуває в країнах із нестабільною/загрозливою політичною чи екологічною ситуацією. Норвезьке сховище вважають найбільшим і найбільш безпечним серед усіх.
У завершеному вигляді Банк буде містити до 3 000 000 видів різного насіння з усього світу[джерело?]. Отримати зразки зі сховища може лише та країна, яка розмістила їх.

## Конструкція

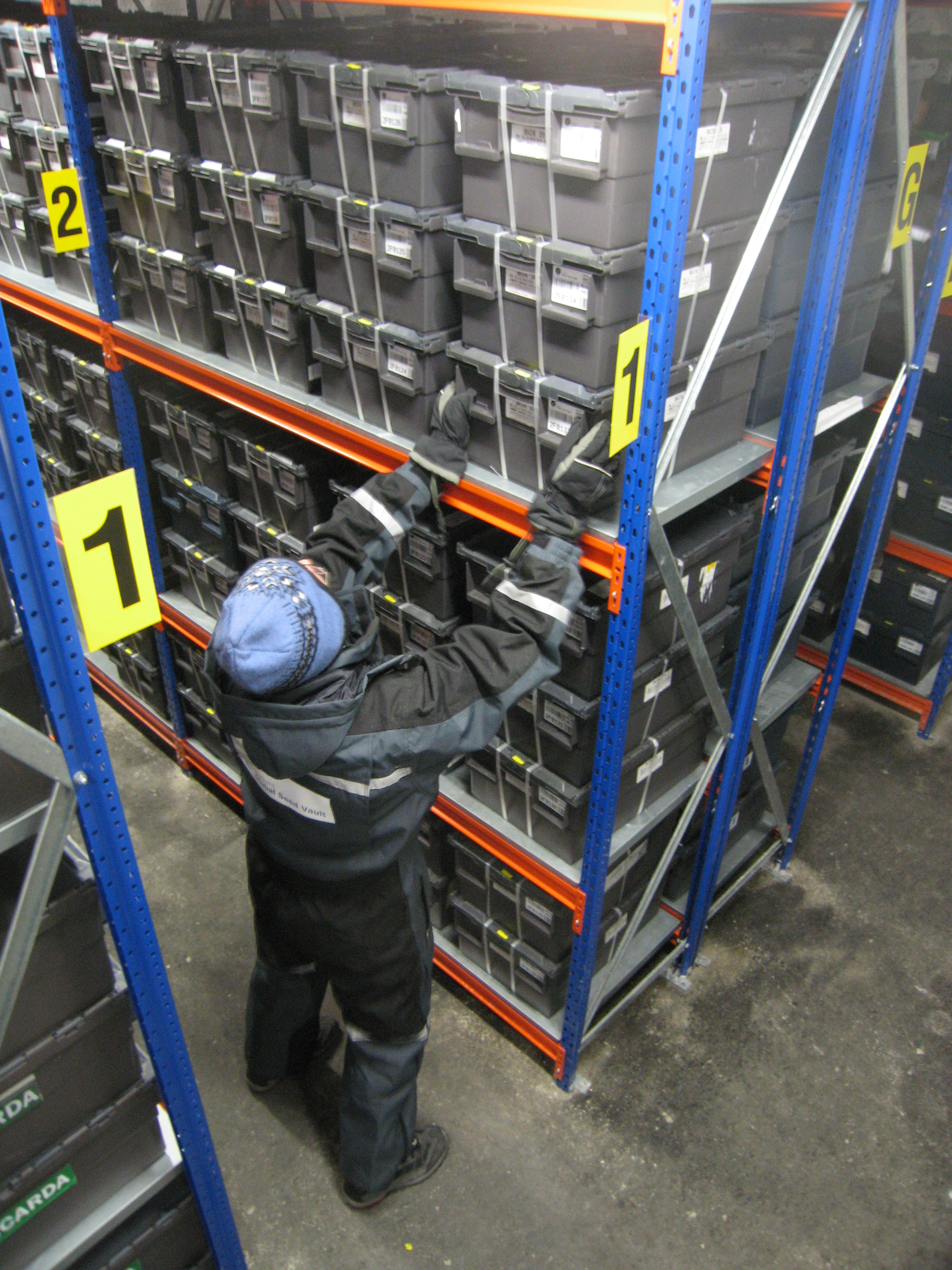
Контейнери з насінням у сховищі

При проєктуванні сховища були використані відпрацьовані вугільні гірничі виробки. Сховище заглиблено на схилі гори в товщу пісковиків на 120 м, тунелі підсилені залізобетоном. Місткість сховища розрахована на зберігання приблизно 1,5 млн різних видів насіння зернових (загалом 4,5 млн одиниць насіння).
Сховище обладнане подвійними дверима з противибуховим захистом, сенсорами руху, двома герметичними тамбурами й стінами з залізобетону завтовшки в 1 метр.

## Фінансування
Зберігання зразків у сховищі фінансується ООН. На першому етапі заповнення сховища ООН фінансувала також доставлення до нього, надалі авіарейси мають оплачувати країни-відправники.
Спонсори проєкту: Білл/Мелінда Гейтс, гігант американського агробізнесу Dupont/Pioneer Hi-Bred, один із найбільших світових власників патентованого генетично модифікованого насіння й пов'язаних із його вирощуванням добрив/хімікатів; Сингента, швейцарська компанія з основних виробників генетичнозміненого насіння й хімікатів; фонд Рокфеллера; CGIAR — глобальна мережа, створена фондом Рокфеллера для пропаганди ідеалу генетичної чистоти за допомогою змін у сільському господарстві.

## Зберігання насіння
Насіння запаковують у герметичні пакети з трьох шарів фольги, а потім поміщають у пластикові контейнери на металевих стелажах. У складських приміщеннях зберігається температура -18 °C. Низька температура та обмежений доступ кисню забезпечать низьку метаболічну активність і сповільнять старіння насіння. Вічна мерзлота, що оточує об’єкт, допомагає підтримувати низьку температуру насіння у випадку, якщо зникне електропостачання.

## Підтоплення сховища
У жовтні 2016 року у приміщення всесвітнього зерносховища потрапила вода через вищу середньорічну температуру та сильні опади. В теплі весняні місяці вода у незначних кількостях могла потрапляти у 100-метровий вхідний тунель, однак цього разу вона проникла на 15 м вглиб тунелю перед тим, як замерзнути. Оскільки сховище насіння було спроєктовано таким чином, щоб мати можливість впоратися з проникненням води, насіння не опинилось під загрозою. Однак Норвегія вирішила покращити систему захисту тунелю у 2018 році, щоб запобігти будь-якому проникненню води.

## Українські колекції сховища
Перші зразки до зернового сховища Україна надіслала 2010 року. У червні 2017 року до сховища на зберігання передані сорти миронівської селекційної пшениці, виведені науковцями України. На початку 2018 року сховище містило 4231 зразок українських культур. У 2022 році через російські обстріли у Харкові був пошкоджений Національний центр генетичних ресурсів рослин України, який зберігав понад 150 тис. зразків насіння. За фінансової підтримки ЄС, ФАО та Міжнародного договору про генетичні ресурси рослин було почато розробку та впровадження плану довгострокового збереження та безпечного відтворення генетичних ресурсів, включаючи майбутнє зберігання зразків насіння з України у Всесвітньому сховищі насіння в Шпіцбергені.